# Krek
Krek je priimek več znanih Slovencev:
- Andraž Krek (*1988), veslač
- Bogomil Krek, zbiralec ljudskih pripovedk, prevajalec (brat Gregorja)
- Cilka Krek (1868—1943), političarka in publicistka
- Franc Krek, prvi znani orglarski mojster na Gorenjskem (17.stol.)
- Frančišek Krek (1858—1921), pesnik (duhovnik)
- Gregor Gojmir Krek (1875—1942), skladatelj, pravnik, univ. profesor, akademik
- Gregor Krek (1840—1905), jezikoslovec, slavist, literarni zgodovinar, univ. profesor in pesnik
- Janez Evangelist Krek (1865—1917), rimskokatoliški duhovnik, publicist in politik
- Janez Krek (*1963), filozof in antropolog vzgoje/edukacije (pedagog), univ. prof.
- Janko Krek (1932—1981), slavist, bibliotekar, domoznanec
- Julij Krek (1874—1943), prof.
- Leon Krek (1952—2002), pedagog, izseljenski delavec
- Miha Krek (1897—1969), pravnik in politik
- Milan Krek (*1956), socialno-zdravstveni strokovnjak
- Miroslav Krek (1924—2014), jezikoslovec, arabist
- Simon Krek (*1967), urednik, leksikograf, leksikogramatik (strokovnjak za jezikovne tehnologije)
- Uroš Krek (1922—2008), skladatelj, etnomuzikolog, profesor AG, akademik
- Uroš Krek (*1966), obramboslovec, državni sekretar
- Vinko Krek (1874—1914), zborovski skladatelj